# Сырутатурку (озеро, бассейн Большой Балахни)
Сырутатурку, Сырута-Турку (нган. Сырәуðа турку) — озеро на полуострове Таймыр в Таймырском Долгано-Ненецком районе Красноярского края России, входит в состав Таймырского заповедника. Зеркало озера расположено на высоте 92,3 метра над уровнем моря.

## Географическое положение
Расположено на границе Северо-Сибирской низменности и гор Бырранга, примерно в 193 километрах северо-северо-восточнее села Хатанга, к югу от озёр Нойутотурку и Херата-Ача.

## Топонимика
Название озера Сырутатурку происходит от нганасанского сырута?а — «со льдом» и турку — «озеро».

## Географические характеристики
Озеро имеет неправильную закруглённую форму, в северо-западной части имеется залив длиной 2,2 и шириной до 2-х километров (в месте соединения с основной частью озера), на юге имеется ещё один небольшой залив. Площадь зеркала озера составляет 37,1 км², длина — 8,4 км, ширина — 7,4 км. Площадь водосбора составляет 71,8 км², местность представлена ледниковой холмистой равниной с повсеместным распространением многолетней мерзлоты, к северу, северо-западу и особенно к востоку от озера наблюдаются термокарстовые явления. К западу от озера расположена цепь холмов с высотой 130-140 метров (наиболее высокий — 157,1 метров, в 1,5 км от озера). С других сторон озеро окружают холмы пониже — 120-130 метров. Берега крутые, местами высотой около 10 метров, местами в северной и в юго-западной части более пологие, немного заболоченные. Растительность тундровая, представлена прежде всего мхами.

### Притоки и сток
С запада в озеро впадают несколько пересыхающих сезонных ручьёв. На пологом участке юго-западного берега озера в 300 метрах от него находится небольшое озерко, иногда соединяющееся с Сырутатурку протокой. Озеро сточное, в северной части из него вытекает река Сырута-Яму-Тарида (Чермайин).

## Данные водного реестра
По данным государственного водного реестра России озеро относится к Енисейскому бассейновому округу, водохозяйственный участок — реки бассейна моря Лаптевых от мыса Прончищева до границы между Таймырским (Долгано-Ненецким) автономным округом и Республикой Саха (Якутия) без реки Хатанга, речной бассейн — Хатанга, речной подбассейн — Хатанга от слияния Хеты и Котуя до устья.
Код объекта в государственном водном реестре — 17040400211117600000366.